# Le Dentiste (film, 1932)
Pour les articles homonymes, voir Le Dentiste.
Le Dentiste est un court métrage américain réalisé par Leslie Pearce et sorti en 1932.

## Résumé
Un dentiste colérique terrorise ses patients et maltraite tant verbalement que physiquement son assistante et ses caddies de golf. En outre, il désapprouve la relation de son assistante avec un marchand de glaces et l'enferme  dans sa chambre à l'étage située au-dessus de son cabinet dentaire, où elle se met à taper du pied, provoquant la chute de morceaux de plâtre alors qu'il tente de traiter ses patients.
Divers patients présentant des traits physiques inhabituels, une grande femme au visage de cheval et un petit homme à forte barbe arrivent au bureau. Le dentiste tente d'utiliser son appareil dentaire sans analgésique apparent. Plus tard, avec l'une de ses patientes, il essaye férocement d'extraire une dent douloureuse. Entre-temps, un livreur de glace se procure une grande échelle et aide la fille du dentiste à s'échapper de la fenêtre de son dortoir.
Le dentiste observe les amants juste au moment où ils se préparent à s'enfuir et sous la pression de la foule importante qui s'est rassemblée au pied de l'échelle, retire à contrecœur son opposition à leur relation. Le film se termine avec Fields - qui avait auparavant menacé d'acheter un réfrigérateur électrique au lieu de commander de la glace chaque jour - ordonnant avec mépris à son futur gendre de livrer "cinquante livres de glace et de le rendre rapide", incitant la fille d'embrasser joyeusement son fiancé.

## Fiche technique
- Titre : Le Dentiste
- Titre original : The Dentist
- Réalisation : Leslie Pearce
- Scénario : W.C. Fields (non crédité)
- Chef opérateur : John W. Boyle
- Production : Mack Sennett
- Distribution : Paramount Pictures
- Genre : Comédie
- Durée : 21 minutes
- Date de sortie : 
  - États-Unis : 9 décembre 1932

## Distribution
- W. C. Fields : le dentiste
- 'Babe' Kane	: Mary, la fille du dentiste
- Arnold Gray : Arthur
- Dorothy Granger : Miss Peppitone, une patiente
- Elise Cavanna : Miss Mason, une patiente
- Zedna Farley : l'assistante